# 格特曼山麓冰川

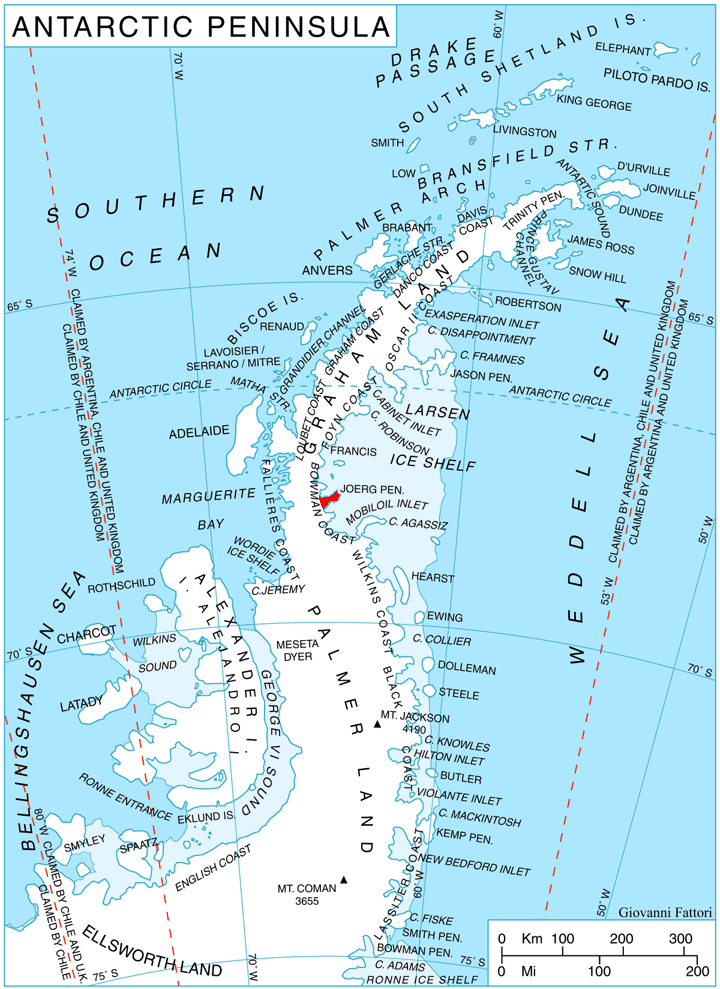

68°6′S 64°57′W / 68.100°S 64.950°W
格特曼山麓冰川（英語：Getman Ice Piedmont），是南極洲的冰川，位於葛拉漢地的鮑曼海岸，處於賴希勒山和斯里斯萊斯冰原島峰之間的焦格半島，最終注入洪迪厄斯灣，現時由南極條約體系管理。